# Leukocytozoönosis
Leukocytozoönosis is een ziekte bij vogels die wordt veroorzaakt door een parasitair bloedprotozoön van de leukocytozoa-familie. Deze familie van protozoa is verwant aan Plasmodium. De parasiet wordt door vectoren verspreid, wat de ziekte een vectorziekte maakt. Net als coccidiose zijn leukocytozoa soorttypisch. De verschillende soorten leukocytozoa komen over de hele wereld voor.

## Ziekteverwekker
Het feit dat leukocytozoasoorten soorttypisch zijn houdt in dat een bepaalde soort leukocytozoön alleen een bepaalde diersoort kan besmetten. Zo besmet L. smithi kalkoenen, L. simondi ganzen en eenden en L. caulleryi kippen. 

## Besmetting
In vogels vermeerdert het leukocytozoön zich ongeslachtelijk. Deze vermeerdering vindt plaats in verschillende organen zoals lever, longen, hart, hersenen en milt. De gameten die na deze ongeslachtelijke vermeerdering ontstaan, komen in de bloedbaan terecht, waaruit ze vervolgens worden opgenomen door de vector die de besmette vogel steekt of bijt. Voor L. simondi en L. smithi zijn de vectoren Simulium-soorten en voor L. caulleryi Culicoides-soorten. In deze vectoren vindt geslachtelijke vermeerdering van de parasiet plaats, waaruit sporozoïeten ontstaan. Deze sporozoïeten worden vervolgens via een bloedmaal weer overgebracht op vogels.

## Ziekteverschijnselen
De ziekte kan in veel gevallen en voornamelijk bij oudere dieren subklinisch verlopen. Jonge vogels zijn gevoeliger voor de ziekte en onder jonge vogels is de mortaliteit dan ook het hoogst.
Symptomen:
- plotseling verzwakte dieren
- verminderde voeropname
- vermagerde dieren
- versnelde ademhaling
- veel drinkende dieren
- bloedarmoede

## Verspreiding
De verschillende leukocytozoasoorten komen over de hele wereld voor, maar vormen voornamelijk lokaal problemen. Zo vormt L. caulleryi voornamelijk een probleem in Zuidoost-Azië. Leukocytozoönosis is wijdt verspreid onder wilde vogelpopulaties. En omdat de vectoren ook wijdt verspreid zijn kan die ziekte overal opduiken. 
Verschillende wilde vogelpopulaties worden gelimiteerd in hun groei door jaarlijks terugkerende uitbraken van leukocytozoönosis. Eén van deze soorten is de Canadese gans. Tijdens uitbraken van leukocytozoönosis in het voorjaar als gevolg van  het actief worden van de vector sterft een groot deel van de jongen vogels.
Lokale uitbraken vinden plaats doordat oudere dieren besmet zijn met leukocytozoönosis en de gameten in hun bloed bij zich dragen.  Als dan in het voorjaar de vectoren weer actief worden en via een bloedmaal de gameten binnen krijgen begint de uitbraak. In veel regio's wordt op deze manier de ziekte in stand gehouden. 

## Bestrijding
Het bestrijden van leukocytozoönosis is voornamelijk een gevecht tegen de vector. Als de vector niet in het verblijf van de vogels kan komen, kunnen de vogels niet besmet worden. Voor dieren die buiten lopen is dit een onmogelijke taak. 
Er zijn geen vaccins beschikbaar tegen leukocytozoönosis. Er zijn wel middelen die curatief toegediend kunnen worden, waaronder: clopidol en sulfonamide/pyrimethamine combinaties.